# Europeiska åklagarmyndigheten

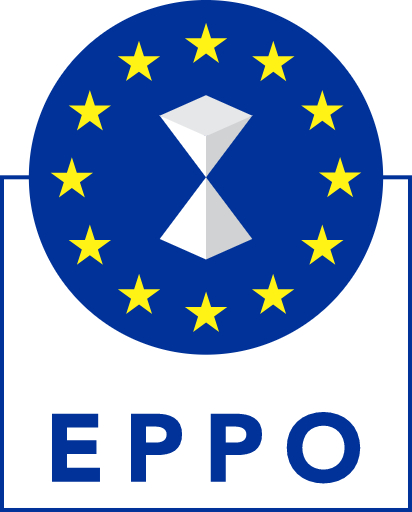
Åklagarmyndighetens logotyp

Europeiska åklagarmyndigheten (engelska: European Public Prosecutor’s Office, Eppo) är en europeisk myndighet med uppgift att bekämpa brott som skadar Europeiska unionens ekonomiska intressen. Den är behörig att utreda och lagföra gärningsmän som har begått sådana brott. Åtal väcks vid medlemsstaternas domstolar.
Åklagarmyndigheten inrättades den 20 november 2017 och påbörjade sitt operativa arbete den 1 juni 2021. Myndigheten inrättades genom ett så kallat fördjupat samarbete, vilket innebär att vissa medlemsstater står utanför dess arbete. Ungern har tillsammans med Danmark och Irland, som omfattas av särskilda undantagsklausuler på området med frihet, säkerhet och rättvisa, valt att inte delta.
Europeiska åklagarmyndigheten leds av en europeisk chefsåklagare, som sedan den 31 oktober 2019 är Laura Codruţa Kövesi. Åklagarmyndigheten har sitt säte i Luxemburg.

## Historia
Möjligheten att inrätta en åklagarmyndighet fördes för första gången in i ett fördrag genom Europeiska konstitutionen. Konstitutionen antogs dock aldrig eftersom den avslogs i två folkomröstningar i Frankrike och Nederländerna under 2005. Motsvarande bestämmelser infördes däremot genom Lissabonfördraget, som trädde i kraft den 1 december 2009. Genom fördraget blev det möjligt för Europeiska unionens råd att, genom ett beslut med enhällighet och efter godkännande av Europaparlamentet, inrätta en europeisk åklagarmyndighet. Fördraget innehöll även bestämmelser om att ett sådant beslut skulle kunna antas som ett fördjupat samarbete om enhällighet inte skulle kunna uppnås. På så sätt skulle en mindre grupp medlemsstater tillåtas att inrätta åklagarmyndigheten på egen hand, vilket också senare skedde.

### Kommissionens förslag
Den 17 juli 2013 lade Europeiska kommissionen fram ett lagförslag om att inrätta en europeisk åklagarmyndighet baserat på den rättsliga grunden i Lissabonfördraget. Enligt förslaget skulle åklagarmyndigheten inrättas den 1 januari 2015 efter att lagförslaget hade antagits av Europaparlamentet och rådet.
Förslaget stötte dock på motstånd i flera medlemsstater. Efter att de nationella parlamenten hade genomfört subsidiaritetsprövningar visade det sig att elva parlament ansåg att lagförslaget stred mot subsidiaritetsprincipen: Cypern, Frankrike, Irland, Malta, Nederländerna, Rumänien, Slovenien, Sverige, Storbritannien, Tjeckien och Ungern.
I december 2016 behandlades kommissionens förslag av Europeiska unionens råd. Flera länder, däribland Frankrike och Tyskland, men även Slovakien, Tjeckien, Malta, Estland, Lettland, Litauen, Rumänien och Bulgarien, uttryckte starkt stöd för förslaget. Andra länder, framför allt Sverige, Nederländerna, Polen och Ungern motsatte sig det. Danmark och Irland (och även Storbritannien innan landet lämnade EU) omfattades inte av lagförslaget på grund av sina respektive undantagsklausuler på området med frihet, säkerhet och rättvisa. Eftersom enhällighet inte kunde nås mellan övriga medlemsstater hänsköts dock förslaget till Europeiska rådet för ytterligare förhandlingar. 

### Hänskjutning till Europeiska rådet
Redan när kommissionen lade fram sitt förslag 2013 stod det klart att det troligtvis inte skulle kunna nå ett enhälligt stöd bland medlemsstaterna. Möjligheten att genomföra det istället som ett fördjupat samarbete, i enlighet med fördragens bestämmelser, sågs därför som en trolig utgång redan från start.
I februari 2017 misslyckades Europeiska unionens råd mycket riktigt med att nå enighet om upprättandet av åklagarmyndigheten. 17 medlemsstater begärde därefter att få frågan diskuterad i Europeiska rådet, mellan stats- och regeringscheferna. Europeiska rådet konstaterade vid sitt sammanträde den 9 mars 2017 att det inte fanns möjlighet att nå konsensus. I enlighet med särskilda bestämmelser i fördragen bemyndigades därmed de intresserade medlemsstaterna att inrätta åklagarmyndigheten inom ramen för ett fördjupat samarbete.
I början av april 2017 sades följande 16 medlemsstater vara intresserade av att delta i det fördjupade samarbetet: Belgien, Bulgarien, Cypern, Finland, Frankrike, Grekland, Kroatien, Litauen, Luxemburg, Portugal, Rumänien, Slovakien, Slovenien, Spanien, Tjeckien och Tyskland. Estland var positivt till åklagarmyndigheten, men avvaktade till dess att det var klart hur den kommer att organiseras och hur mycket det skulle kosta. Det var oklart om Italien, Lettland och Österrike kommer att delta, men gjorde det sedan. Även Cypern, Estland och Kroatien hade från början en oklar inställning till samarbetet, men valde till slut att delta.

### Inrättande genom fördjupat samarbete
|  | Deltagande medlemsstater inom Europeiska unionen |

|  | Övriga medlemsstater inom Europeiska unionen |

I juni 2017 kom 20 medlemsstater överens om att inleda ett fördjupat samarbete om åklagarmyndigheten. Förslaget, i form av en förordning, antogs av Europeiska unionens råd den 12 oktober 2017 i enlighet med ett särskilt lagstiftningsförfarande efter godkännande av Europaparlamentet den 5 oktober 2017. Rådet fattade sitt beslut med enhällighet bland de 20 medlemsstater som deltog i samarbetet från start. Danmark, Irland och Storbritannien ställde sig utanför samarbetet i enlighet med sina respektive undantagsklausuler på området med frihet, säkerhet och rättvisa. Övriga medlemsstater som valde att inte delta i det fördjupade samarbetet var Malta, Nederländerna, Polen, Sverige och Ungern. Malta och Nederländerna anslöt sig dock i augusti 2018, och Polen och Sverige under 2024.
I samband med regeringsförhandlingarna om en ny nederländsk regering i oktober 2017 kom de nederländska regeringspartierna överens om att landet ska anslutas till Europeiska åklagarmyndigheten senast 2021. Europeiska kommissionen utlovade olika "morötter" för att även få med Ungern och Polen. Malta beslutade sig för att ansluta sig till åklagarmyndigheten den 9 mars 2018, och anslutningen genomfördes den 8 augusti 2018. Nederländerna anslöt sig också till åklagarmyndigheten i augusti 2018.
Den 3 april 2019 uttalade Sveriges statsminister Stefan Löfven stöd för att gå med i myndigheten. Sedan tidigare var Liberalerna för ett svenskt deltagande i åklagarmyndigheten och även Moderaterna och Kristdemokraterna svängde i frågan under 2019 och ställde sig positiva till ett deltagande. Det finns därmed en majoritet i riksdagen för ett deltagande. En utredning om svenskt deltagande i åklagarmyndigheten tillsattes av regeringen den 14 november 2019. Utredningen presenterades den 14 december 2020 och innehöll en rad förslag till lagändringar med syfte att möjliggöra ett svenskt deltagande i Europeiska åklagarmyndigheten från och med den 1 mars 2022. Innan ett deltagande kan förverkligas måste regeringen lämna över en proposition med lagändringarna till riksdagen. Den 25 mars 2021 presenterades remissvaren på utredningen. Flera myndigheter, däribland Svea hovrätt, Justitieombudsmannen och Justitiekanslern, ställde sig negativa till förslaget, inte minst att de europeiska delegerade åklagarna inte föreslås vara underställda kontroll av de två sistnämnda organen, samt att deras arbete inte kommer att omfattas av svensk lagstiftning såsom offentlighetsprincipen och meddelarfrihet. I januari 2024 gick regeringen Kristersson vidare med en lagrådsremiss, det sista steget innan en proposition läggs inför riksdagen. Lagrådet yttrade sig i februari 2024 utan kommentarer. Regeringen lade den 13 mars 2024 fram en proposition inför riksdagen. Datum för anslutning till åklagarmyndigheten bestäms av kommissionen efter att regeringen har lämnat in en formell begäran om deltagande. Regeringens ambition är att anslutningen ska ske under 2024. Den 29 maj 2024 godkände riksdagen att regeringen går vidare med anslutningen. Den svenska regeringen lämnade in en formell begäran om deltagande till kommissionen den 5 juni 2024. Kommissionen godkände anmälan den 16 juli 2024.
Efter det polska parlamentsvalet i oktober 2023 tillträdde en ny polsk regering med Donald Tusk som premiärminister i december 2023. Den nya regeringen hade som uttalat mål att ansluta landet till Europeiska åklagarmyndigheten och anmälde sin avsikt att delta i det fördjupade samarbetet i januari 2024. Den 29 februari 2024 beslutade Europeiska kommissionen om Polens deltagande.
De första europeiska åklagarna från Polen och Sverige utsågs den 12 december 2024 av rådet.

### Operativ start
Europeiska åklagarmyndigheten väntades ursprungligen inleda sin operativa verksamheten i slutet av 2020. I mitten av 2020 stod det klart att uppstarten riskerade att försenas på grund av att Maltas regering inte förmådde att föreslå tre kandidater till posten som europeisk åklagare. Eftersom varje land enligt det antagna regelverket var tvungna att nominera tre kandidater kunde inte åklagarmyndigheten fortskrida med arbetet att starta upp verksamheten. Den 9 juli 2020 antog därför Europeiska unionens råd ett beslut som tillåter en medlemsstat att i exceptionella fall endast nominera två kandidater. I slutet av juli 2020 antog rådet förteckningen över de första 22 europeiska åklagarna, en för varje deltagande medlemsstat. Åklagarmyndigheten väntas därmed kunna starta sin verksamhet som planerat.
Den 28 september 2020 svor den europeiska chefsåklagaren och de andra europeiska åklagarna en ed inför Europeiska unionens domstol inför att de påbörjar sitt operativa arbete som åklagare.
Den 26 maj 2021 beslutade Europeiska kommissionen att åklagarmyndigheten skulle inleda sin operativa verksamhet den 1 juni 2021.
I slutet av maj 2021 hade Finland och Slovenien fortfarande inte utsett sina delegerade åklagare till Europeiska åklagarmyndigheten. I Slovenien blockerades processen av regeringen. Den europeiska chefsåklagaren Laura Codruţa Kövesi ansåg att detta bröt mot principen om lojalt samarbete, samtidigt som den slovenska premiärministern Janez Janša hotade med att Slovenien skulle lämna åklagarmyndigheten om Kövesi fällde fler ”politiska uttalanden”. I oktober 2021 ogiltigförklarade en slovensk domstol den slovenska regeringens beslut att inte slutföra den ursprungliga rekryteringen av de slovenska delegerade åklagarna. Regeringen hade dock redan då utlyst en ny rekryteringsprocess, i vilken även de ursprungliga kandidaterna hade ansökt, och menade därför att den ursprungliga rekryteringsprocessen därför inte längre kunde återupptas. I november 2021 utsåg den slovenska regeringen slutligen två delegerade åklagare temporärt i väntan på att det slutgiltiga tillsättandet skulle slutföras.
Den 1 juni 2021 inledde åklagarmyndigheten sitt operativa arbete. I början av juli 2021 utsågs Finlands delegerade åklagare, vilket lämnade Slovenien som sista land utan delegerade åklagare. I september 2021, tre månader efter att åklagarmyndigheten påbörjade sitt operativa arbete, hade över 300 utredningar inletts för brott motsvarande 4,5 miljarder euro i skada för EU:s budget. De första åtalen väntas under slutet av 2021 och de första rättegångarna under 2022.
I slutet av november 2022 uppdagades att Europeiska åklagarmyndigheten tillsammans med nationella myndigheter i bland annat 14 EU-länder hade avslöjat organiserad brottslighet relaterad till momsbedrägeri till ett belopp på 2,2 miljarder euro. Myndigheten identifierade över 8 800 företag som var inblandade i bedrägeriet.

## Organisation
Europeiska åklagarmyndighetens organisation styrs genom en förordning av Europaparlamentet och Europeiska unionens råd. Myndigheten har också antagit en egen arbetsordning som reglerar ytterligare detaljer i hur dess organisation ska fungera.

### Europeiska chefsåklagaren
Europeiska åklagarmyndigheten kommer att ledas av en europeisk chefsåklagare. Denna person kommer att ha till uppgift att leda myndigheten och representera den utåt. I september 2019 enades Europaparlamentet och Europeiska unionens råd om att välja Laura Codruţa Kövesi till den första europeiska chefsåklagaren. I rådet stod 17 av de 22 deltagande medlemsstaterna bakom beslutet, däremot inte Kövesis eget hemland Rumänien, där hennes anti-korruptionsarbete mot rumänska politiker har gjort henne impopulär bland regeringen. Den 14 oktober 2019 utsågs hon formellt av Europaparlamentet och rådet till den första europeiska chefsåklagaren för en sjuårsperiod från och med den 31 oktober 2019.
I början av maj 2020 meddelade Kövesi att åklagarmyndigheten var förberedd för att påbörja sitt operativa arbete senare samma år. Hon betonade också vikten av att myndigheten får tillräckligt med finansiella medel för att kunna bedriva ett effektivt och oberoende arbete mot gränsöverskridande brottslighet.

### Åklagarkollegiet
Åklagarkollegiet innefattar den europeiska chefsåklagaren samt en europeisk åklagare från varje medlemsstat. Det beslutar över åklagarmyndighetens arbetsordning och organisation.

### Permanenta avdelningar
Åklagarmyndigheten har upprättat totalt 15 olika avdelningar bestående av europeiska åklagare.

## Funktioner och befogenheter

### Bekämpning av ekonomisk brottslighet
Enligt fördraget om Europeiska unionens funktionssätt ska Europeiska åklagarmyndigheten bekämpa brott som skadar unionens ekonomiska intressen. Åklagarmyndigheten har behörighet att, i samarbete med Europol, ”utreda och lagföra gärningsmän och andra medverkande som har begått brott som skadar unionens ekonomiska intressen”. Åklagarmyndigheten har behörighet att föra talan vid de nationella domstolarna. Den har övertagit delar av de uppgifter och funktioner som tidigare tillhörde Europeiska byrån för bedrägeribekämpning (Olaf).

### Bekämpning av grov gränsöverskridande brottslighet
Europeiska rådet kan utöka åklagarmyndighetens befogenheter till att även omfatta kampen mot gränsöverskridande grov brottslighet. Ett sådant beslut, som innebär en fördragsändring, fattas med enhällighet efter godkännande av Europaparlamentet och efter samråd med kommissionen. I september 2018 uppmanade kommissionen Europeiska rådet att anta en sådan fördragsändring för att ge åklagarmyndigheten mandat att bekämpa gränsöverskridande terrorism.

## Säte och administration
Åklagarmyndighetens säte ligger i Luxemburg.

### Språkanvändning
Åklagarmyndighetens kollegium beslutar med två tredjedels majoritet vilka språk som används i dess dagliga arbete. Ett sådant beslut har ännu inte fattats.

### Öppenhet och tillgång till handlingar
Europeiska åklagarmyndigheten omfattas av offentlighetsförordningen, vilket innebär att dess handlingar i allmänhet är offentliga. Ärendehandlingar vid åklagarmyndigheten är dock undantagna.

## Lagstiftning
- Rådets förordning (EU) 2017/1939 av den 12 oktober 2017 om genomförande av fördjupat samarbete om inrättande av Europeiska åklagarmyndigheten
- Europaparlamentets och rådets direktiv (EU) 2017/1371 av den 5 juli 2017 om bekämpande genom straffrättsliga bestämmelser av bedrägeri som riktar sig mot unionens finansiella intressen